# Zvonko Stanojoski
Zvonko Stanojoski (in macedone Звонко Станојоски?; Prilep, 29 gennaio 1964) è uno scacchista macedone.
Ha ricevuto il titolo di Maestro Internazionale nel 1999 e di Grande Maestro nel 2004.

## Principali risultati
Ha ottenuto la prima norma di Grande maestro nell'open di Skopje del 1998, la seconda nella sezione Challengers del torneo di Hastings 2001-2002, la terza nel torneo internazionale "Pautalia Tours" di Kyustendil in Bulgaria, che ha vinto imbattuto con 10,5 punti su 13 partite.
Quattro volte vincitore del Campionato della Macedonia del Nord (1992, 2003, 2005 e 2006).
Ha vinto il campionato macedone open nel 2001 a Ohrid, nel 2007 a Struga e nel 2015. Nel 2006  e 2007 ha vinto il "Trofej Beograda" di Obrenovac.
Con la nazionale della Macedonia del Nord ha partecipato a otto olimpiadi degli scacchi dal 1994 al 2010, realizzando complessivamente 35 punti su 59 partite (59,3%).
Ha raggiunto il suo massimo rating FIDE in gennaio 2008, con 2 529 punti Elo.